# Provincia di Sihuas
La provincia di Sihuas è una provincia del Perù, situata nella regione di Ancash.

## Geografia antropica

### Suddivisioni amministrative
È divisa in 10 distretti:
- Sihuas
- Acobamba
- Alfonso Ugarte
- Cashapampa
- Chingalpo
- Huayllabamba
- Quiches
- Ragash
- San Juan
- Sicsibamba